# Massacre de Oradour-sur-Glane

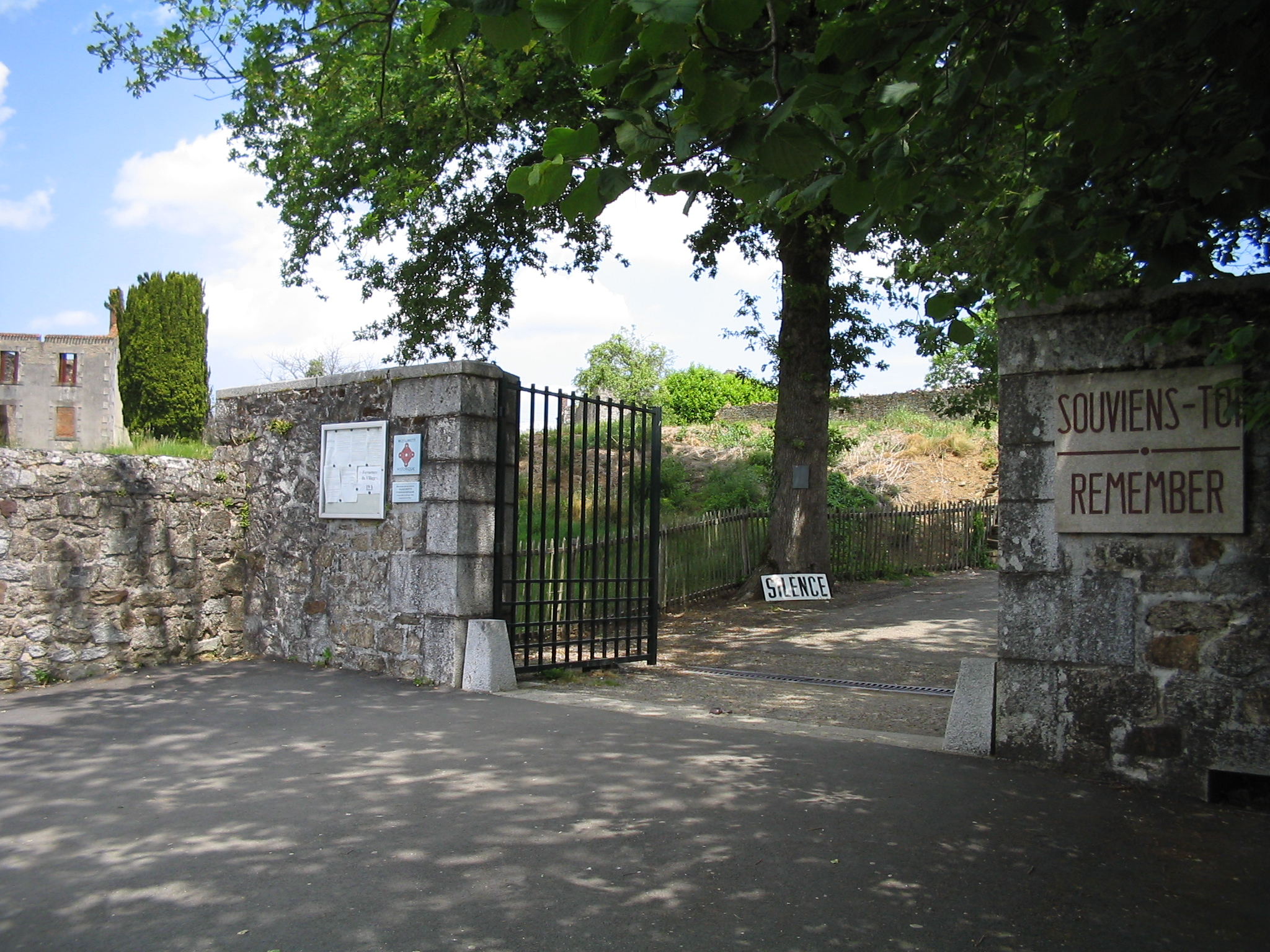
Entrada da aldeia

O Massacre de Oradour-sur-Glane foi resultado de um ataque da  Terceira Companhia do  Primeiro Batalhão de Regimento Der Führer, da 2.ª Divisão SS Das Reich das Waffen-SS contra a população indefesa, em 10 de junho de 1944, da comunidade francesa de Oradour-sur-Glane, na aldeia de Alto Vienne, localizada cerca de vinte quilômetros a noroeste de Limoges. O massacre gerou 643 assassinados, e foi o maior massacre de civis cometidos na França pelo exército nazista, contabilizando 190 homens metralhados, 246 mulheres e 207 crianças metralhadas e queimadas na igreja. Quase toda a população viu a maior parte dos seus edifícios destruídos, deixando a comunidade em ruínas.

## Histórico
Os depoimentos dos poucos sobreviventes permitiram a reconstituição dos fatos, mas as mortes ou desaparecimentos em combates posteriores da maior parte dos soldados e oficiais que participaram do massacre têm alimentado diferentes teorias sobre as razões pelas quais esta população foi escolhida e a motivação do ataque. De qualquer modo, o caso Oradour, embora irrelevante do ponto de vista militar e sem relação direta com nenhuma ação prévia, foi o palco da frente ocidental das práticas particulares de terror e violência praticados por nazis no marco da política de Guerra Total, experiente desde 1941 e com o fim de intimar a oposição da população civil e a ação de guerrilheiros e partidários, agrupados na França sob o nome de Resistência.

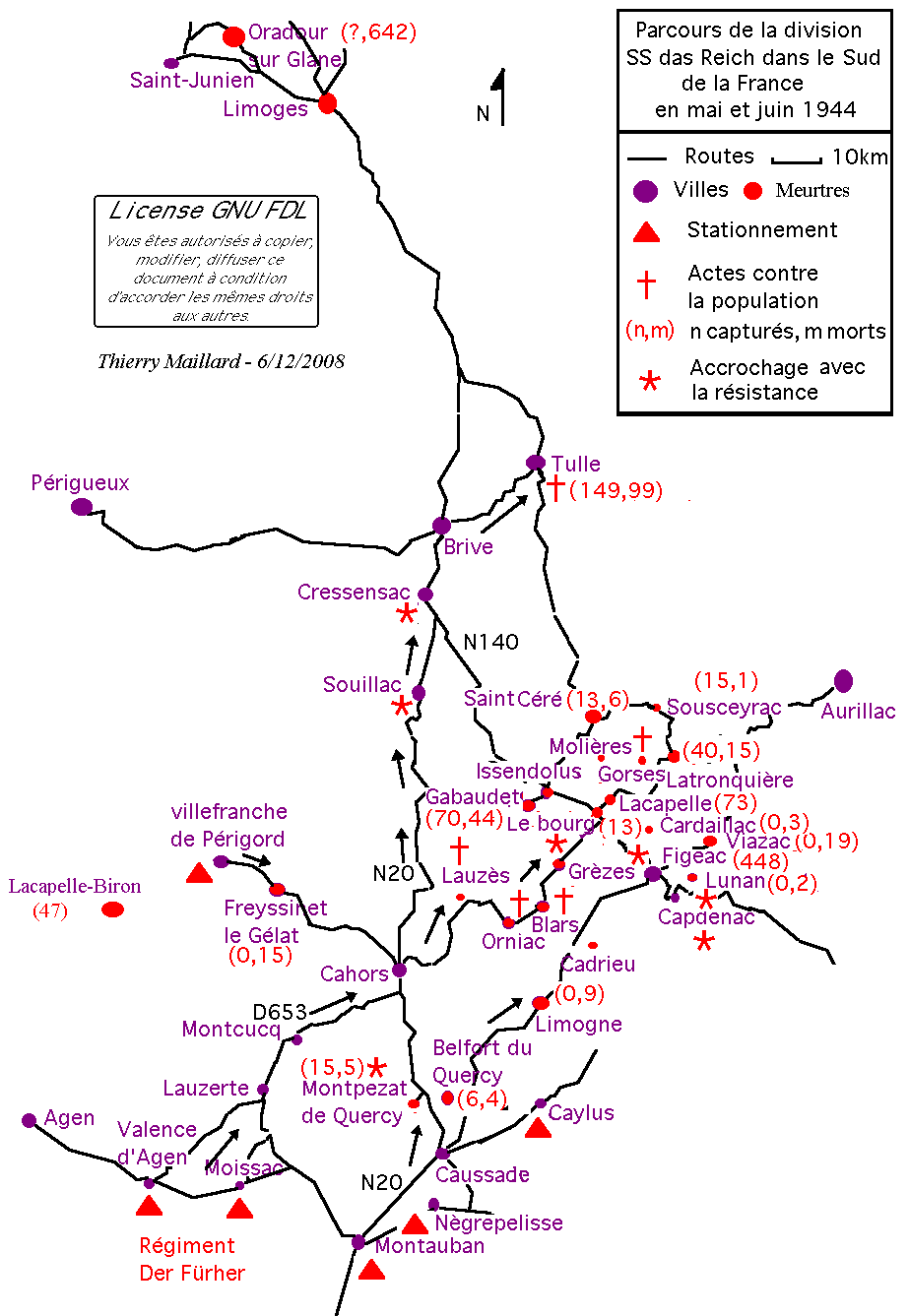
O percurso da segunda panzerdivision SS Das Reich, em maio e junho de 1944

Ao final da guerra, as ruínas foram mantidas por ordem do governo francês de Charles de Gaulle, como uma lembrança deste crime e símbolo do sofrimento causado pela ocupação nazista, tornando-se um símbolo da mesma forma que os outras vilas da Europa sujeitas a ataques semelhantes como Lídice e Marzabotto, que desejaram também criar um local de reconciliação e unidade nacional.
No entanto, o processo chamado "Oradour-sur-Glane", realizada pelo Tribunal Militar de Bordéus em janeiro de 1953, criou uma profunda divisão na sociedade francesa e a sua resolução passou a ser uma questão de Estado. Realizado com certas deficiências devido a sua complexidade, o processo foi desenvolvido em meio a uma grande controvérsia, ao realizar-se na ausência dos oficiais responsáveis pela unidade, como Adolf Diekmann.